# Maurizio Sciarra
Maurizio Sciarra (Bari, 1955) es un director de cine italiano. 
Después de un largo período en que trabajó como asistente de dirección en muchas películas (especialmente importante a este diez años de colaboración con Luigi Comencini), hizo su primer largometraje en 1997, La stanza dello scirocco con Giancarlo Giannini y Tiziana Lodato. La película ganó varios festivales internacionales, incluido el Festival de Cine Italiano de Annecy.
En 2001, su segundo largometraje, Alla rivoluzione sulla due cavalli , con Adriano Giannini, Andoni Gracia y Gwenaelle Simon. La película ganó el Leopardo de Oro en el Festival de Cine de Locarno, el Leopardo de Bronce en la interpretación de Andoni Gracia, una Mención Especial del CICAE y el Premio Especial del Jurado Joven.
En 2006, la película Quale amore basado en una novela de León Tolstói, con Giorgio Pasotti y Vanessa Incontrada. La película estuvo en el Festival de Cine de Locarno, la "Piazza Grande". Fue visto por 8000 personas, y es el más visto en la película muestra internacional. La película está en competición en el Festival Internacional de Tokio, el único representante italiano. En junio de 2007, participa en el Festival Internacional de Cine de Shanghái, y en febrero de 2008 en el Festival du Film d'Amour de Mons, en el panorama italiano.